# Modelo de crecimiento maltusiano

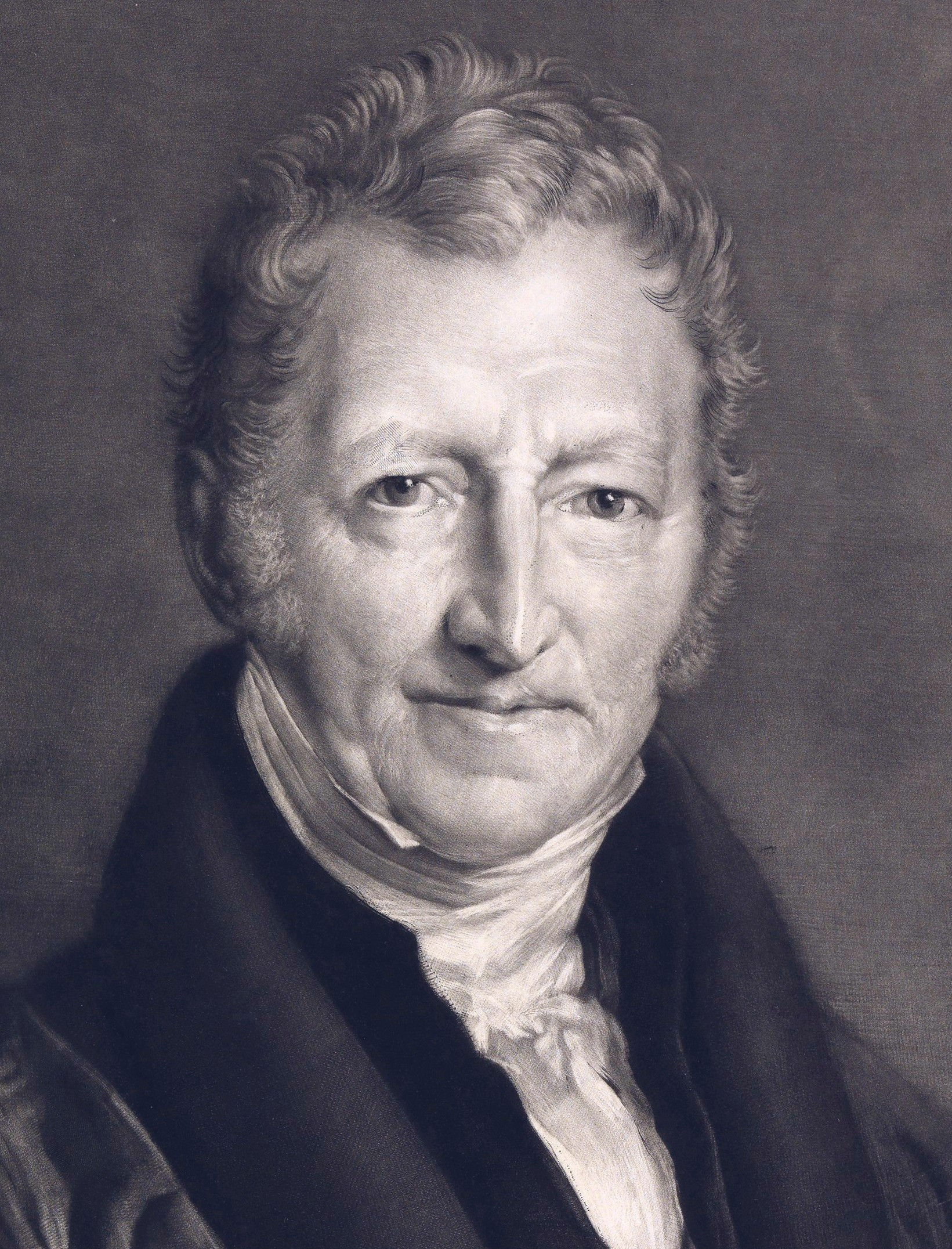
Thomas Malthus.

Un modelo de crecimiento maltusiano, a veces llamado modelo de crecimiento exponencial simple, es esencialmente un crecimiento exponencial basado en la idea de que la función es proporcional a la velocidad a la que crece la función. El modelo lleva el nombre de Thomas Robert Malthus, quien escribió Un ensayo sobre el principio de la población (1798), uno de los primeros y más influyentes libros sobre población.
Los modelos malthusianos tienen la siguiente forma:
{\displaystyle P(t)=P_{0}e^{rt}}
donde
- P0 = P(0) es el tamaño inicial de la población,
- r = la tasa de crecimiento de la población, que Ronald Fisher llamó el parámetro maltusiano de crecimiento de la población en La teoría genética de la selección natural,[2] y Alfred J. Lotka llamó la tasa intrínseca de aumento,[3][4]
- t = tiempo.

El modelo también se puede escribir en forma de ecuación diferencial:
{\displaystyle {\frac {dP}{dt}}=rP}
con condición inicial: P(0)= P 0
Este modelo se conoce a menudo como la ley exponencial. Es ampliamente considerado en el campo de la ecología de poblaciones como el primer principio de la dinámica de poblaciones, con Malthus como fundador. Por lo tanto, la ley exponencial también se conoce como la Ley de Malthus. Por ahora, es una visión ampliamente aceptada comparar el crecimiento maltusiano en ecología con la primera ley de movimiento uniforme de Newton en física.
Malthus escribió que todas las formas de vida, incluidos los humanos, tienen una propensión al crecimiento exponencial de la población cuando los recursos son abundantes, pero ese crecimiento real está limitado por los recursos disponibles:

A través de los reinos animal y vegetal, la naturaleza ha esparcido las semillas de la vida por todas partes con la mano más profusa y liberal. ... Los gérmenes de la existencia contenidos en este lugar de la tierra, con abundante comida y amplio espacio para expandirse, llenarían millones de mundos en el transcurso de unos pocos miles de años. La necesidad, esa imperiosa ley de la naturaleza que todo lo impregna, los restringe dentro de los límites prescritos. Las especies de plantas y las especies de animales se encogen bajo esta gran ley restrictiva. Y la raza del hombre no puede, por ningún esfuerzo de la razón, escapar de ella. Entre las plantas y los animales, sus efectos son el desperdicio de semillas, enfermedades y muerte prematura. Entre los hombres, la miseria y el vicio.
Thomas Malthus, 1798. Ensayo sobre el principio de la población. Capítulo I.

Pierre Francois Verhulst desarrolló un modelo de crecimiento de la población limitado por limitaciones de recursos en 1838, después de haber leído el ensayo de Malthus. Verhulst llamó al modelo una función logística.